# Andrea Pininfarina
Andrea Pininfarina (* 26. Juni 1957 in Turin als Andrea Farina; † 7. August 2008 in Trofarello) war ein italienischer Unternehmer und CEO des unter seinem Familiennamen firmierenden Karosseriebauers Pininfarina.
Er war verheiratet mit Cristina Pellion, mit der er drei Kinder hatte. Sein Vater war Sergio Pininfarina. Pininfarina besuchte das Politecnico di Torino und schloss sein Ingenieurstudium 1981 erfolgreich ab. Anschließend war er für die Fruehauf Corporation in den USA tätig. 1983 stieg er als Projekt-Manager für den Cadillac Allanté in das Familienunternehmen ein. 1987 wurde er zum stellvertretenden Generaldirektor und 1988 zum Generaldirektor befördert. Seit 1994 war er Geschäftsführer und 2001 übernahm er die Verantwortung als CEO. Pininfarina war unter Luca Cordero di Montezemolo Vizepräsident des Italienischen Unternehmerverbandes Confindustria.
Andrea Pininfarina starb am 7. August 2008  in der Nähe des Firmensitzes in Cambiano bei einem Unfall mit seinem Vespa-Motorroller.